# 1676 en musique classique
| \| • Retour à la chronologie générale de la musique classique • \| |
| Grèce • Rome • Haut Moyen Âge • VIIIe siècle • IXe siècle • Xe siècle • XIe siècle XIIe siècle • XIIIe siècle • XIVe siècle • XVe siècle • XVIe siècle • XVIIe siècle XVIIIe siècle • XIXe siècle • XXe siècle • XXIe siècle |
| • Retour à la chronologie générale de la musique classique • |

| Années en musique classique : 1673 - 1674 - 1675 - 1676 - 1677 - 1678 - 1679    |
| Décennies en musique classique : 1640 - 1650 - 1660 - 1670 - 1680 - 1690 - 1700 |

## Événements
- 10 janvier  : Atys, tragédie lyrique de Lully.
- Giasone, opéra de Francesco Cavalli.

## Œuvres
- Premier livre d'orgue, de Nicolas Lebègue.
- Scherzi da Violino solo con il basso continuo, de Johann Jakob Walther.

## Naissances

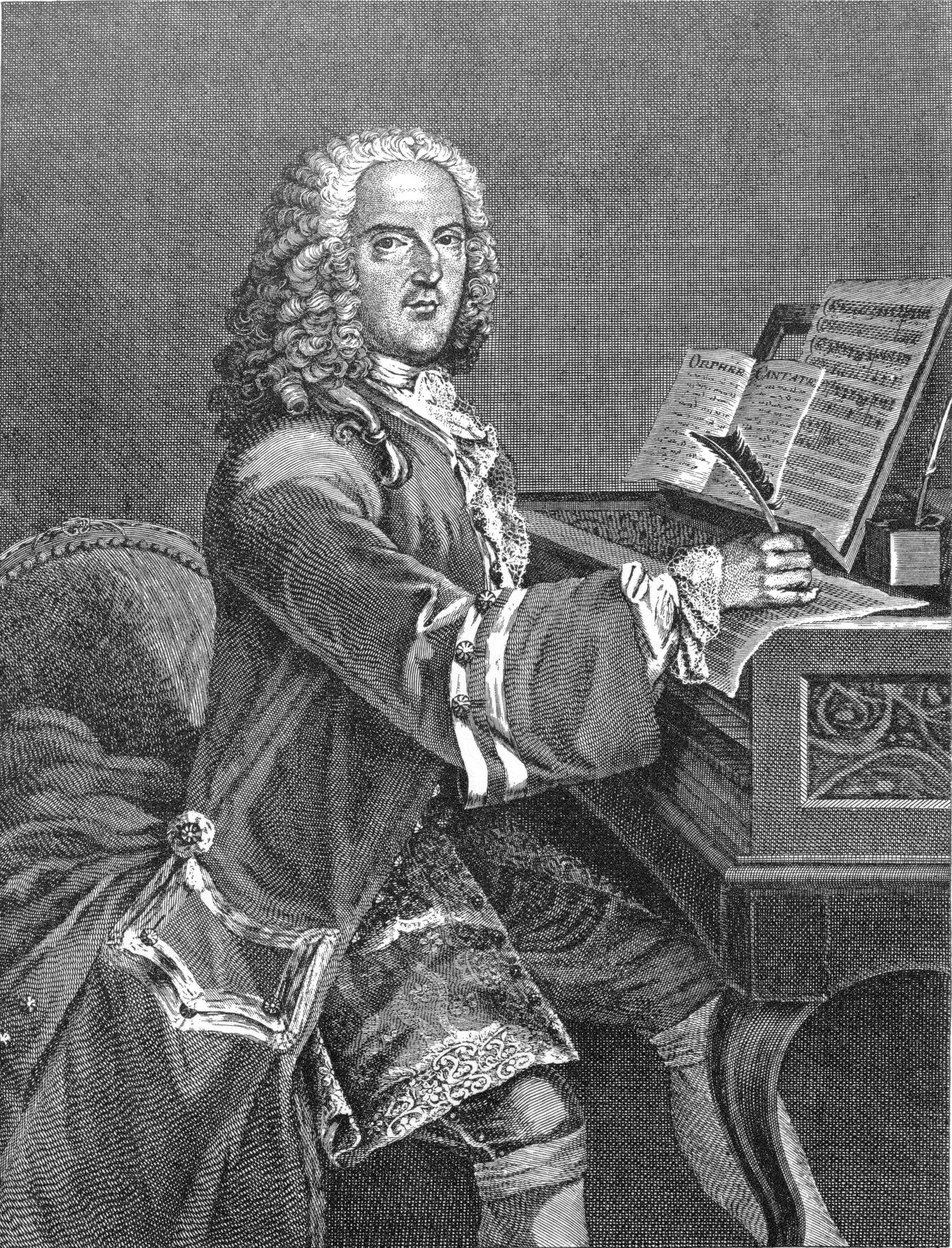
Louis-Nicolas Clérambault

- 23 mai : Johann Bernhard Bach, compositeur et organiste allemand († 11 juin 1749).
- 24 octobre : Thomas-Louis Bourgeois, chanteur et compositeur français († 1750).
- 12 novembre : Antonio Pollarolo, compositeur et organiste italien († 4 mai 1746).
- 19 décembre : Louis-Nicolas Clérambault, compositeur, organiste et claveciniste français († 26 octobre 1749).
- 26 décembre : Marc-Antoine de Dampierre, maître de vénerie, sonneur de trompe et compositeur († 17 juin 1756).

Date indéterminée :
- Michel Duboullay, librettiste français († 1751).
- Nicolas Racot de Grandval, compositeur, claveciniste et auteur dramatique français († 16 novembre 1753).
- Giacomo Facco, compositeur et violoniste italien († 16 février 1753).

## Décès
- 14 janvier : Francesco Cavalli, compositeur italien (° 14 février 1602).
- 10 octobre : Sebastian Knüpfer, compositeur allemand (° 6 septembre 1633)
- 2 novembre : Adam Václav Michna, compositeur et organiste tchèque (° vers 1600).

Date indéterminée :
- Nicolaus à Kempis, compositeur des Pays-Bas espagnols (° 1600).
- Étienne Moulinié, compositeur français (° 10 octobre 1599).
- Christopher Gibbons (en), compositeur et organiste anglais (° 1615).